# Artemisinina
L'artemisinina (també coneguda com a qinghaosu; xinès: 青蒿素) i els seus semi-derivats sintètics són un grup de fàrmacs que posseeixen l'acció més ràpida de tots els fàrmacs actuals contra la malària, especialment la causada per Plasmodium falciparum. Va ser descoberta per Tu Youyou, una científica xinesa a qui van atorgar el premi Nobel de Medicina de l'any 2015 per la seva descoberta. Els tractaments que contenen una artemisinina derivada (antimalàric) són actualment un tractament estàndard a tot el món per la malària P. falciparum. L'artemisinina és aïllada de la planta Artemisia annua, una herba que va utilitzar la medicina tradicional xinesa. Un compost del precursor pot ser produït utilitzant llevat tractat genèticament.
Químicament, l'artemisinina és un lactona sesquiterpènica contenint un inusual pont de peròxid. Es creu que aquest peròxid és el responsable del mecanisme de l'acció del fàrmac. Pocs altres compostos naturals amb aquest pont de peròxid són coneguts.
Artemisinina i els seus derivats endoperòxids han estat utilitzats pel tractament de les infeccions per P. falciparum, però la seva baixa biodisponibilitat, les propietats farmacocinètiques i l'alt cost d'aquests fàrmacs són un important inconvenient del seu ús. L'ús de la droga per si mateix com a monoteràpia es desaconsella explícitament per l'Organització Mundial de la Salut, ja que hi ha hagut senyals que els paràsits de la malària estan desenvolupant resistència. Les teràpies que combinen l'artemisinina o els seus derivats amb algun altre medicament contra la malària són el tractament més aconsellat per a la malària i són alhora eficaços i ben tolerats en pacients. El medicament també s'utilitza cada vegada més contra la malària Plasmodium vivax, i també s'ha proposat en investigacions sobre el tractament del càncer.